# Rasto
Rasto je moško osebno ime.

## Izvor imena
Ime Rasto je različica moškega osebnega imena Rastislav.

## Pogostost imena
Po podatkih Statističnega urada Republike Slovenije je bilo na dan 31. decembra 2007 v Sloveniji število moških oseb z imenom Rasto: 40.

## Osebni praznik
Osebe z imenom Rasto godujejo takrat kot osebe z imenom Rastislav.